# برایان جاستین کرام
برایان جاستین کرام (انگلیسی: Brian Justin Crum؛ زادهٔ ۲۸ مهٔ ۱۹۸۸) خواننده و موسیقی‌دان اهل سن دیگو، کالیفرنیا است. او در فصل یازدهم امریکاز گات تلنت به مقام چهارمی رسید.